# Kreisgericht Neustadt O.S.
Das Kreisgericht Neustadt O.S. war ein preußisches Kreisgericht in der damaligen preußischen Provinz Schlesien mit Sitz in Neustadt O.S.

## Geschichte
1849 wurden in Preußen einheitlich Kreisgerichte geschaffen. Hierbei wurde die Patrimonialgerichtsbarkeit abgeschafft und die Patrimonialgerichte aufgehoben. In Neustadt O.S. betraf das vor allem das Gericht der Freien Standesherrschaft Beuthen in Tarnowitz und das Freistandesherrliche Stadtgericht Beuthen. Daneben bestand das königliche Stadtgericht Beuthen. Es entstand nun das Königliche Kreisgericht Neustadt O.S. Es umfasste den Kreis Neustadt O.S. Zuständiges Appellationsgericht war das Appellationsgericht Ratibor.
Eine Gerichtskommission, also Zweigstellen des Gerichtes mit weniger als drei Richtern, wurde in Oberglogau eingerichtet.
Am Gericht waren 1870 ein Direktor und 12 Kreisrichter eingesetzt. Die Zahl der Gerichtseingesessenen betrug 84.660. Schwurgerichtssachen wurden am Kreisgericht Neisse verhandelt. Gerichtstage wurden in Ehrzelitz und Zülz gehalten.
Im Rahmen der Reichsjustizgesetze wurde das Gerichtswesen in Deutschland 1879 vereinheitlicht. Damit wurde das Kreisgericht Neustadt O.S. aufgehoben und das königlich preußische Amtsgericht Neustadt O.S. mit Wirkung zum 1. Oktober 1879 als eines von 5 Amtsgerichten im Bezirk des Landgerichtes Beuthen als Nachfolger gebildet. Auch die Gerichtskommission wurden 1879 in ein Amtsgericht umgewandelt (Amtsgericht Oberglogau).